# کوهی آندو
کوهی آندو (انگلیسی: Kohei Ando؛ زادهٔ ۱ فوریه ۱۹۴۴) کارگردان فیلم اهل ژاپن است.